# 잠재된 동성애
잠재된 동성애(latent homosexuality)란 무의식적으로 느끼는 동성애 감정이다.

## 같이 보기
- 상황적 동성애
- 상황적 성행동
- 양성매념
- 클로짓
- 커밍아웃
- 아웃팅
- 게이포페이